# Raymond Mestrallet
Raymond Mestrallet, né le 30 mai 1909 à Paris et mort le 18 novembre 1943 à Saint-Hilaire-du-Touvet,, est un architecte français.

## Biographie
Après avoir étudié à l'École spéciale d'architecture entre 1923 et 1925, il intégra l'agence d'Auguste Perret. Sa thèse soutenue en 1932 eut pour titre : Essai sur la décongestion du département de la Seine et l'amélioration des conditions de vie de sa population laborieuse. Il entretint jusqu'à la fin de sa vie une correspondance avec Auguste Perret dont il se considérait le fils spirituel.
Pendant la Deuxième Guerre mondiale, en dépit de ses graves soucis de santé et de ses difficultés financières, il manifeste en permanence le souci de la réflexion sur son métier d’architecte et d’urbanisme : il mentionne fréquemment les ouvrages professionnels qu’il lit avec intérêt et sur lesquels il a un avis bien trempé ; il a en chantier des projets de livres et sollicite à travers ses lettres que des projets d’architecture ou de décoration lui soient confiés.
Sur sa destinée : « Qu’emporte-t-on après tout dans le dernier voyage? J’ai tellement approfondi toutes ces choses qu’elles me permettent un peu de sagesse et un grand calme. » (25 mai 1943)

## Généalogie
Il est le fils du peintre André Louis Mestrallet et de Joséphine Jeanne Roy. Son frère Charles Félix Mestrallet exerça une activité de marchand de tableaux à Paris.

## Réalisations

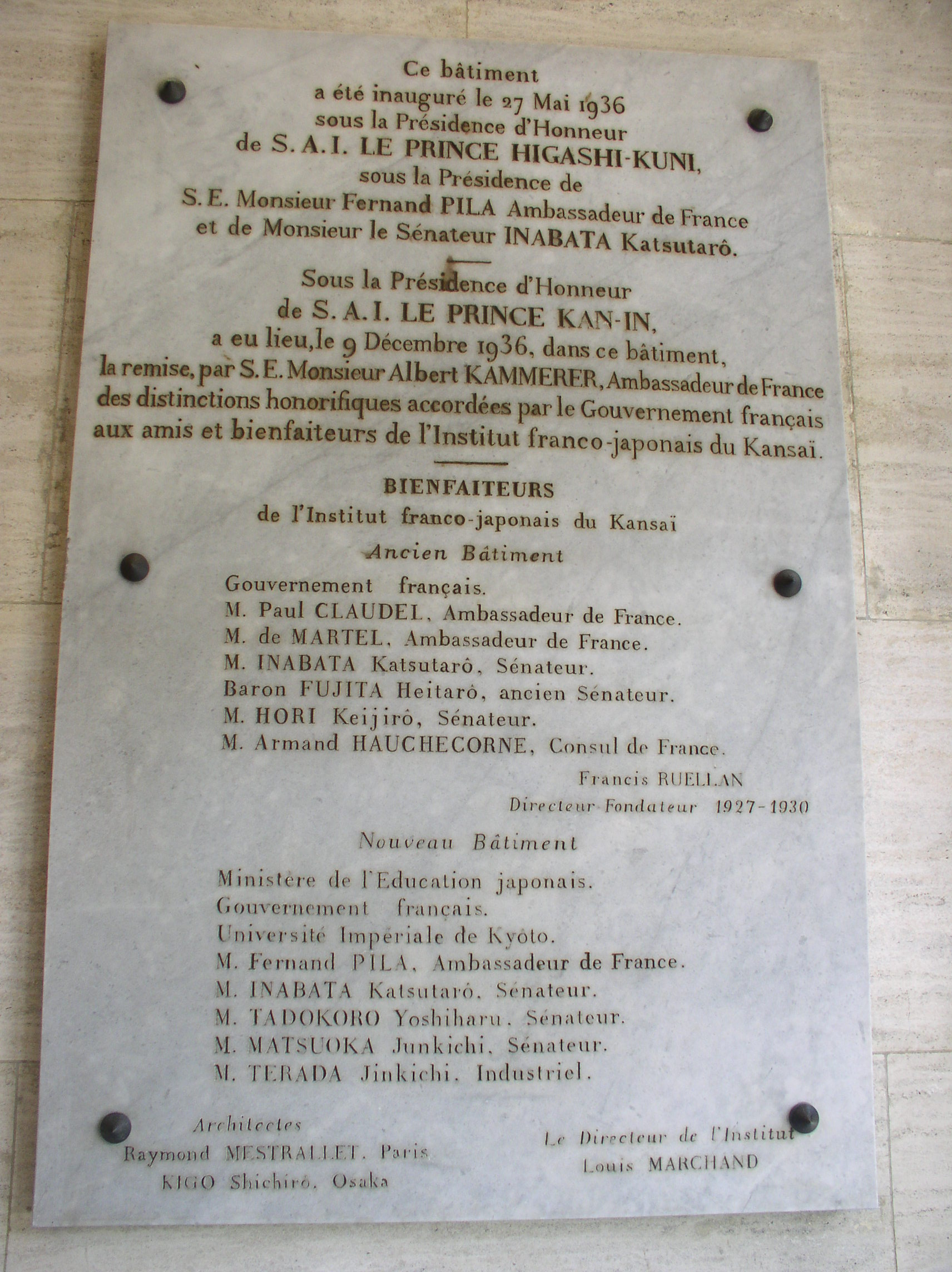
Plaque commémorative de l'inauguration Pavillon de l'Institut franco-japonais.

Le Pavillon de l'Institut franco-japonais de la région du Kansai, à Kyoto, fut édifié d'après les plans de Raymond Mestrallet par son confrère japonais Shichiro Kigo (ja) en 1936.